# 1968 no jornalismo
Nesta página encontrará referências aos acontecimentos directamente relacionados com o jornalismo ocorridos durante o ano de 1968.

## Eventos
- 21 de fevereiro — Publicação em Portugal do jornal "A Capital" (extinto em 2005)[1][2].
- 11 de setembro —- Lançamento da primeira edição da revista semanal brasileira "Veja".

## Nascimentos
| Data            | Nome             | Profissão                       | Nacionalidade | Observações | Ref |
| --------------- | ---------------- | ------------------------------- | ------------- | ----------- | --- |
| 8 de fevereriro | Rogério Corrêa   | jornalista e narrador esportivo | Brasil        |             |     |
| 24 de maio      | Janine Borba     | jornalista                      | Brasil        |             |     |
| 5 de junho      | Sandra Annenberg | jornalista                      | Brasil        |             |     |

## Mortes
| Data          | Nome                                  | Profissão                                    | Nacionalidade         | Observações | Ref |
| ------------- | ------------------------------------- | -------------------------------------------- | --------------------- | ----------- | --- |
| 13 de janeiro | Fernando Monteiro de Castro Soromenho | jornalista, ficcionista e etnólogo português | Portugal (Moçambique) | n. 1910     |     |
| 4 de abril    | Assis Chateaubriand                   | jornalista, empresário, mecenas e político   | Brasil                | n. 1892     |     |
| 3 de dezembro | Armando da Silva Ferreira             | engenheiro, jornalista e escritor            | Brasil                | n. 1893     |     |